# Lada Vondrová
Lada Vondrová (* 6. September 1999 in Nové Město na Moravě) ist eine tschechische Leichtathletin, die sich auf den 400-Meter-Lauf spezialisiert hat und auch über die Hürdendistanz an den Start geht. 2023 gewann sie mit der Mixed-Staffel die Bronzemedaille bei den Weltmeisterschaften in Budapest.

## Sportliche Laufbahn
2015 nahm Lada Vondrová erstmals an einem internationalen Großereignis, den U18-Weltmeisterschaften in Cali, teil und erreichte dort das Halbfinale über 400 Meter Hürden. Ein Jahr später gelangte sie bei den erstmals ausgetragenen U18-Europameisterschaften in Tiflis erneut in das Halbfinale, konnte dort aber nicht mehr starten. Bei den U20-Weltmeisterschaften im polnischen Bydgoszcz erreichte sie mit der tschechischen 4-mal-400-Meter-Staffel den siebten Platz. 2017 qualifizierte sie sich für die U20-Europameisterschaften in Grosseto, bei denen sie im Finale den siebten Platz belegte. 2018 qualifizierte sich Vondrová über 400 Meter für die Hallenweltmeisterschaften in Birmingham und gelangte dort bis in das Halbfinale, in dem sie mit 53,32 s ausschied. Mit der tschechischen Staffel schied sie hingegen mit 3:34,90 min im Vorlauf aus. Im 400-Meter-Lauf qualifizierte sie sich während der Freiluftsaison für die Europameisterschaften in Berlin, bei denen sie mit 53,21 s in der ersten Runde ausschied, wie auch bei den Halleneuropameisterschaften im Jahr darauf im schottischen Glasgow mit 53,29 s. Bei den U23-Europameisterschaften im schwedischen Gävle gewann sie in 52,34 s die Silbermedaille über 400 Meter hinter der Polin Natalia Kaczmarek und im Hürdenlauf wurde sie nach 57,29 s Sechste. Anschließend gewann sie bei den Europaspielen in Minsk in 2:17,53 min die Silbermedaille in der gemischten 4-mal-400-Meter-Staffel. Über 400 Meter qualifizierte sie sich für die Weltmeisterschaften in Doha im Herbst, bei denen sie bis in das Halbfinale gelangte und dort mit 52,25 s ausschied. Zudem ging sie auch in der Mixed-Staffel an den Start, konnte sich mit 3:18,01 min aber nicht für das Finale qualifizieren. 2021 scheiterte sie bei den Halleneuropameisterschaften in Toruń mit 52,83 s in der ersten Runde aus. Anfang Mai verpasste sie dann bei den World Athletics Relays im polnischen Chorzów mit 3:21,05 min den Finaleinzug in der Mixed-Staffel. Im Juli siegte sie mit neuer Bestleistung von 51,19 s über 400 m bei den U23-Europameisterschaften in Tallinn und siegte auch mit der tschechischen 4-mal-400-Meter-Staffel in 3:30,11 min. Anschließend nahm sie im Einzelbewerb an den Olympischen Spielen in Tokio teil und schied dort mit 51,62 s im Halbfinale aus.
2022 startete sie bei den Hallenweltmeisterschaften in Belgrad und schied dort mit 52,94 s in der ersten Runde aus. Im Juli schied sie bei den Weltmeisterschaften in Eugene mit 51,47 s im Halbfinale aus und anschließend schied sie auch bei den Europameisterschaften in München mit 51,83 s im Semifinale aus. Zudem wurde sie dort mit der Staffel im Vorlauf disqualifiziert. Im Jahr darauf belegte sie bei den Halleneuropameisterschaften in Istanbul in 51,73 s den fünften Platz über 400 Meter und gelangte mit der 4-mal-400-Meter-Staffel mit 3:31,26 min auf Rang vier. Im Juni wurde sie bei der 1. Liga der Team-Europameisterschaft im Zuge der Europaspiele in Chorzów in 23,44 s Vierte im B-Lauf über 200 Meter und wurde mit der Mixed-Staffel in 3:12,34 min Erste und sicherte sich damit ligenübergreifend die Goldmedaille. Im August schied sie bei den Weltmeisterschaften in Budapest mit 51,50 s im Halbfinale über 400 Meter aus und gewann mit der Mixed-Staffel in 3:11,98 min gemeinsam mit Matěj Krsek, Tereza Petržilková und Patrik Šorm die Bronzemedaille hinter den Teams aus den Vereinigten Staaten und dem Vereinigten Königreich. 2024 schied sie bei den Hallenweltmeisterschaften in Glasgow mit 52,48 s im Semifinale aus und mit der Staffel verpasste sie mit 3:28,57 min den Finaleinzug. Im Mai verpasste sie bei den World Athletics Relays in Nassau in der Mixed-Staffel den Einzug in die Finalrunde und auch mit der Frauenstaffel verpasste man die Direktqualifikation für die Olympischen Spiele in Paris. Anschließend belegte sie bei den Europameisterschaften in Rom in 3:14,24 min den sechsten Platz in der Mixed-Staffel. Im August schied sie bei den Olympischen Sommerspielen in Paris mit 52,15 s in der Hoffnungsrunde über 400 Meter aus.
2025 schied sie bei den Halleneuropameisterschaften in Apeldoorn mit 52,74 s im Halbfinale über 400 Meter aus und gewann mit der Frauenstaffel in 3:25,31 min gemeinsam mit Nikoleta Jíchová, Tereza Petržilková und Lurdes Gloria Manuel die Bronzemedaille hinter den Teams aus den Niederlanden und dem Vereinigten Königreich.
In den Jahren 2019, 2022 und 2023 wurde Vondrová tschechische Meisterin im 400-Meter-Lauf im Freien sowie von 2019 bis 2022 und 2024 auch in der Halle. Zudem wurde sie 2020 und 2023 Hallenmeisterin im 200-Meter-Lauf und 2022 in der 4-mal-200-Meter-Staffel.

## Persönliche Bestleistungen
- 200 Meter: 23,28 s (−1,3 m/s), 4. September 2022 in Cheb
  - 200 Meter (Halle): 23,36 s, 19. Februar 2023 in Ostrava
  - 300 Meter (Halle): 37,29 s, 23. Januar 2024 in Prag
- 400 Meter: 50,92 s, 20. August 2023 in Budapest
  - 400 Meter (Halle): 51,41 s, 18. Februar 2024 in Ostrava
- 400 m Hürden: 56,78 s, 16. Juni 2019 in Prag